# Jelce
Jelce so naselje v Občini Šentjur.